# Бирюлин, Александр Иванович
Александр Иванович Бирюлин (1929—1992) — советский работник промышленности, токарь, Герой Социалистического Труда.

## Биография
Родился 8 декабря 1929 года в селе Левашово Алексеевского района Татарской АССР.
Окончив семь классов школы, трудился в родном колхозе. После Великой Отечественной войны, в 1945 году, поступил в Казанское ремесленное училище № 1 (ныне Профессиональное Училище № 137). Окончив его в 1947 году, начал работать на одном из оборонных заводов Казани. Прервав работу на службу в Советской армии, вернулся на завод и работал там в цехе № 8.
Проработал на предприятии более сорока лет, был специалистом высокого класса, одним из первых освоил метод многостаночного обслуживания (работал одновременно на двух-трех токарных станках). В 1964 году Александру Бирюлину было присвоено звание лучшего токаря завода, не единожды он удостаивался звания победителя социалистического соревнования, передавал свой опыт многим молодым заводчанам.
Умер 21 июня 1992 года, похоронен в Казани.

## Награды
- В мае 1988 года А. И. Бирюлину было присвоено звание Героя Социалистического Труда с вручением ордена Ленина.
- Также был награждён орденом Трудового Красного Знамени (1964, за успехи в выполнении заданий IX пятилетки) и медалями.